# یخچال پالس تیوب
یخچال پالس تیوب (به انگلیسی: pulse tube refrigerator)(اختصاری PTR) یا خنک‌کننده لوله پالسی یک فناوری در حال توسعه است که در اوایل دهه ۱۹۸۰ میلادی در زمیه ترموآکوستیک ظهور کرد. برخلاف دیگر خنک‌کننده‌ها (به عنوان مثال کرایوکولر استرلینگ و یخچال‌های GM)، این خنک‌کننده می‌توان بدون قطعات متحرک در قسمت دمای پایین دستگاه ساخته شود که این خنک‌کننده را برای کاربردهای مختلف مناسب می‌سازد.

## کاربردها
خنک‌کننده‌های لوله پالس در کاربردهای خاص مانند تولید نیمه‌هادی‌ها و مدارهای ابررسانا با فرکانس رادیویی استفاده می‌شوند. آنها همچنین در کاربردهای نظامی مانند خنک‌سازی حسگرهای مادون قرمز مورد استفاده قرار می‌گیرند.
در حوزهٔ تحقیقات، خنک‌کننده‌های پالس تیوب اغلب به عنوان پیش خنک‌کننده یخچال‌های رقیق‌سازی استفاده می‌شوند. آن‌ها همچنین برای خنک کردن آشکارسازهای نجومی، مانند تلسکوپ کیهان‌شناسی آتاکامایا آزمایش Qubic (یک تداخل‌سنج برای مطالعات کیهان‌شناسی) ساخته می‌شوند. لوله‌های پالس به‌ویژه در تلسکوپ‌های فضایی مانند تلسکوپ فضایی جیمز وب مفید هستند زیرا که امکان پر کردن کرایوژن‌ها وجود ندارد. همچنین پیشنهاد شده است که از لوله‌های پالس می‌توان برای مایع سازی اکسیژن در مریخ استفاده کرد.

## اصول کارکرد

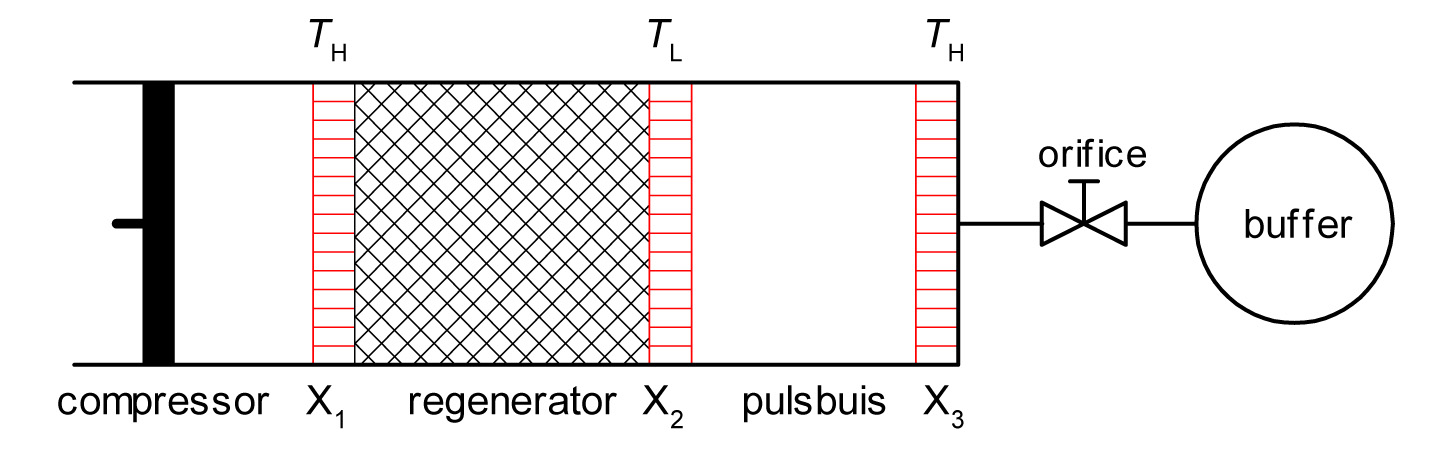
شکل ۱: ترسیم شماتیک یک PTR تک روزنه از نوع استرلینگ. از چپ به راست: یک کمپرسور، یک مبدل حرارتی (X _{1})، یک احیاگر، یک مبدل حرارتی (X _{2})، یک لوله (اغلب لوله پالس نامیده می‌شود)، یک مبدل حرارتی (X _{3})، یک مقاومت جریان (روزنه). و یک حجم بافر. خنک‌کننده در دمای پایین T_{L} ایجاد می‌شود _{.} دمای اتاق T_{H} است_{.}

شکل ۱ یخچال پالس تیوب تک روزنه (PTR) نوع استرلینگ را نشان می‌دهد که با یک گاز (معمولا هلیوم) در فشاری بین ۱۰ تا ۳۰ بار پر شده است. اجزای آن از چپ به راست عبارتند از:
- کمپرسور:شامل پیستونی که در دمای اتاق TH به جلو و عقب حرکت می‌کند
- مبدل حرارتی: X 1 که در این بخش، گرما به محیط اطراف در دمای اتاق منتقل می‌شود
- بازژنوراتور: شامل یک محیط متخلخل با گرمای ویژه زیاد (مانند توری سیم فولادی ضدزنگ، توری مسی، توری برنزی فسفر، گلوله‌های سربی یا مواد خاکی کمیاب) که در آن گاز به جلو و عقب جریان می‌یابد.
- مبدل حرارتی: X 2 توسط گاز خنک می‌شود و توان خنک‌کنندگی مفید {\displaystyle {\dot {Q}}_{\text{L}}} را در دمای پایین TL، که از جسم خنک‌شونده گرفته می‌شود، فراهم می‌کند.
- لوله ای که گاز در آن رانده و کشیده می‌شود
- یک مبدل حرارتی: X 3 نزدیک دمای اتاق که در آن گرما به محیط اطراف آزاد می‌شود
- مقاومت در برابر جریان که اغلب روزنه نامیده می‌شود
- حجم بافر: یک حجم بزرگ بسته که فشار آن عملاً ثابت است
- شکل ۲ :چپ (نزدیک X 2): یک عنصر گاز با دمای T L وارد لوله می‌شود و با دمای پایین‌تر از آن خارج می‌شود. سمت راست (نزدیک X 3): یک عنصر گاز با دمای T H وارد لوله می‌شود و با دمای بالاتر از آن خارج می‌شود.

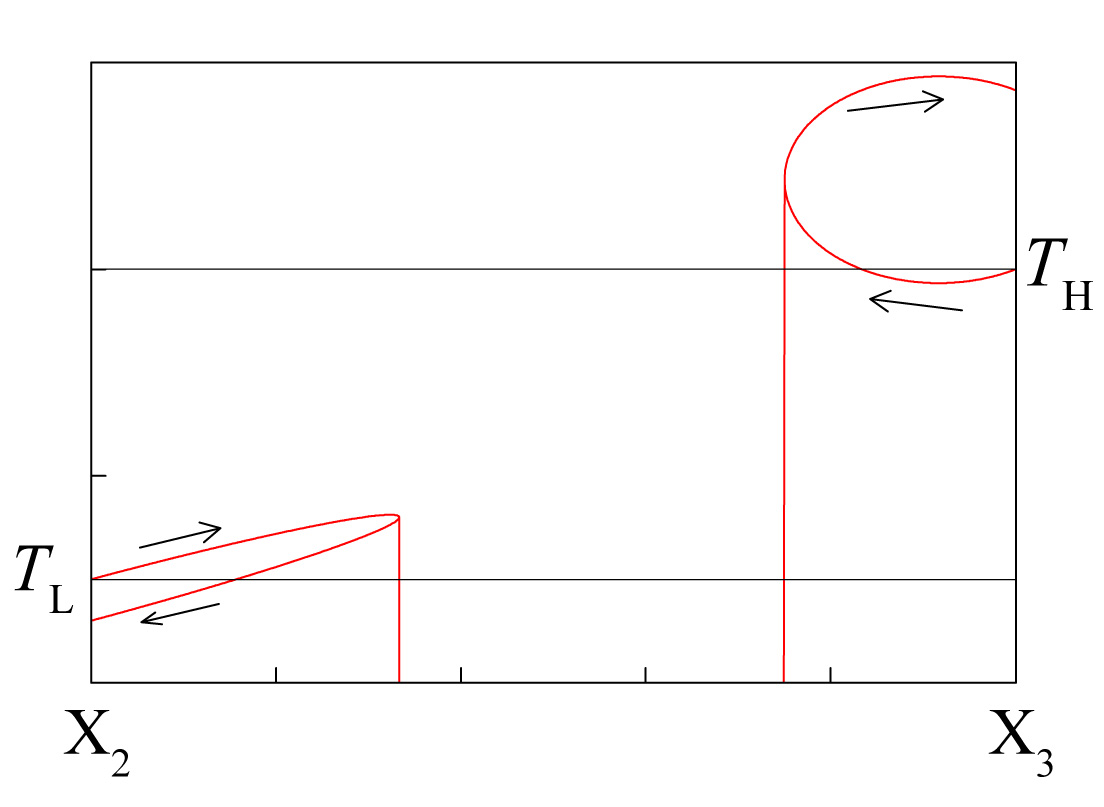
شکل ۲ :چپ (نزدیک X _{2}): یک عنصر گاز با دمای T _{L} وارد لوله می‌شود و با دمای پایین‌تر از آن خارج می‌شود. سمت راست (نزدیک X _{3}): یک عنصر گاز با دمای T _{H} وارد لوله می‌شود و با دمای بالاتر از آن خارج می‌شود.

بخش بین X 1 و X 3 معمولاً با استفاده از خلاء از محیط جدا و عایق حرارتی می‌شود. در این بخش فشار به تدریج تغییر می‌کند و سرعت گاز کم است؛ بنابراین نام خنک‌کننده لوله پالس گمراه کننده است، زیرا هیچ پالسی در سیستم وجود ندارد.
پیستون به صورت دوره‌ای از چپ به راست و بالعکس حرکت می‌کند. در نتیجه، گاز نیز از چپ به راست و بالعکس حرکت کرده و فشار درون سیستم افزایش و کاهش می‌یابد. اگر گاز از فضای کمپرسور به سمت راست حرکت کند، با دمای TH وارد بازژنراتور شده و در انتهای سرد با دمای TL خارج می‌شود و گرما به ماده بازژنراتور منتقل می‌شود. در مسیر بزگشت، گرمای ذخیره شده در احیاگر به گاز منتقل می‌شود. در لوله، گاز از نظر حرارتی ایزوله شده است (شرایط آدیاباتیک)، بنابراین دمای گاز در لوله با فشار تغییر می‌کند.
در انتهای سرد لوله، زمانی که فشار بالا و دما TL است، گاز از طریق X2 وارد لوله می‌شود و در فشارپایین با دمای کمتر از TL باز می‌گردد، بنابراین گرما را از X2 می‌گیرد و باعث ایجاد اثر خنک‌کننده‌گی مورد نظر در ناحیه X 2 می‌شود.
برای درک اینکه چرا گاز کم فشار در دمای پایین‌تر برمی‌گردد، به شکل ۱ نگاه کنید و مولکول‌های گاز نزدیک به X 3 (در انتهای داغ) را در نظر بگیرید که از طریق دهانه به داخل و خارج لوله حرکت می‌کنند. در فشار پایین در لوله، مولکول‌های گاز از طریق X 3 که از روزنه و بافر می‌آید به داخل لوله (سمت چپ) جریان می‌یابند (به داخل لوله مکیده می‌شود). در هنگام ورود به لوله دمای آن T H است. در ادامه چرخه، همان جرم گاز در فشار بالا دوباره از لوله به بیرون رانده می‌شود. در نتیجه دمای آن بالاتر از TH خواهد بود. در مبدل حرارتی X 3 گرما آزاد کرده و تا دمای محیط TH خنک می‌شود.
به صورت کلی، این چرخه حرارتی باعث انتقال گرما از ناحیه دما پایین به بازژنراتور و سپس به محیط اطراف می‌شود.

## مقایسه با دیگر خنک‌کننده‌ها
دربیشتر خنک‌کننده‌ها، گاز به صورت دوره‌ای فشرده و منبسط می‌شود. خنک‌کننده‌های معروفی مانند خنک‌کننده‌های موتور استرلینگ و خنک‌کننده‌های محبوب گیفورد-مک ماهون، دارای یک جابجاکننده هستند که تضمین می کند که خنک سازی (به دلیل انبساط) در ناحیه ای متفاوت از گرمایش (به دلیل فشرده‌سازی) رخ دهد. به دلیل طراحی هوشمندانه، PTR نیازی به چنین جابجاکننده ندارد و ساخت PTR را ساده‌تر، ارزان‌تر و قابل اعتمادتر می‌کند. علاوه بر این، هیچ ارتعاش مکانیکی و هیچ تداخل الکترومغناطیسی وجود ندارد.

## دورنما و انتظارت
ضریب عملکرد PTRها در دمای اتاق پایین است، بنابراین احتمال استفاده ار آن‌ها در سیستم‌های سرمایشی خانگی کم است. دضریب عملکرد آن‌ها در دماهای زیر 80کلوین با سایر خنک‌کننده‌ها قابل مقایسه است و در این محدوده دما مزایای آن دست بالا را می‌گیرند. PTR ها به صورت تجاری برای دماهای محدوده 4 تا 70 کلوین در دسترس هستند.
آن‌ها در سیستم های تشخیص مادون قرمز، برای کاهش نویز حرارتی در دستگاه های مبتنی بر ابررسانای دما بالا مانند SQUID ها و فیلترهای مخابراتی استفاده می شوند. PTR ها همچنین برای خنک کردن سیستم‌های MRI و سیستم‌های مرتبط با انرژی با استفاده از آهنرباهای ابررسانا مناسب هستند.همچنین ترکیب کرایوکولرها با یخچال رقیق کننده 3He- 4 He  برای منطقه دمایی تا 2 میلی‌کلوین گزینه‌ی خوبی است زیرا در این روش، دسترسی به بازه دمایی دمای اتاق تا 2میلی‌کلوین، آسان‌تر است.
در از آزمایش‌های دمای پایین، ارتعاشات مکانیکی ناشی از PTR‌ها می‌تواند باعث ایجاد میکروفونیک در خطوط اندازه‌گیری شود، که یک نقطه ضعف بزرگ PTR است. به ویژه برای استفاده از میکروسکوپ‌های تونلی روبشی مبتنی بر  (STM) از به دلیل حساسیت ارتعاشی شدید STM مشکل‌ساز بوده‌اند. استفاده از یک گاز مبادله در بالای سر اسکن حساس به ارتعاش، اولین STM های دمای پایین مبتنی بر PTR را فعال کرد.  اکنون، سیستم‌های پروب اسکن بدون کرایوژن مبتنی بر PTR به صورت تجاری در دسترس هستند. 